# Аугуст Просеник
Аугуст Просеник (Јесенице, Аустроугарска, 25. август 1916. — Загреб (СФРЈ) 22. јул 1975) је био бициклистички репрезентативац Краљевине СХС и ФНР Југославије, специјалиста за друмски бициклизам. По занимању механичар.
Први учитељ у бициклизму му је био Јосип Павлија, троструки првак Југославије у друмској вожњи, а у својој каријери је возио за клубове, Сокол, Грађански и Динамо из Загреба.
Велики успех постигао је на Олимпијским играма 1936. у Берлину освојивши 13 место у друмској трци са временом првопласираног. Првенство Југославије у друмском бициклизму освајао је три пута Првенство Југославије у бициклизму 1936. Првенство Југославије у бициклизму 1937. и Првенство Југославије у бициклизму 1940. године. Године 1937. победник је прве етапне трке у Југославији Кроз Хрватску и Словенију. Победио је и у два сустрета репрезентација Југославије и Бугарске: 1937. на трци од Београда до Софије и 1938. од Софије до Београда. Први је био 1939. и на првој међународној трци Кроз Србију.
Учествовао је НОБ-у, а после ослобођења наставио са такмичењима и бициклизму. Победио је 1946. на трци Око Румуније, 1947. био је победник треке Београд—Будимпешта. Његов највећи успех је победа на првој Трци мира Варшава—Праг одржаној 1948. године. Са репрезентацијом Југославије (Милан Поредски, Просеник, Александар Страин, Александар Зорић) учествовао је у трци 200 км друмске вожње на Олимпијским играма 1948. у Лондону. Пошто су сва четворица одустали у појединачној трци, нису бодовани ни за екипни пласман.
Исте године учествовао је на првој Трци мира Праг—Варшава—Праг, где је победио у другом делу те трке од Варшаве до Прага.
Улица у Загребу ниси његово име.